# フレデリック・マニェ
フレデリック・マニェ（Frédéric Magné、1969年2月5日 - ）はフランス・オルレアン出身の元自転車競技（トラックレース）選手。

## 現役時代
アマチュア時代、ファブリス・コラとコンビを組んで世界自転車選手権のタンデムスプリントで3連覇（1987年～1989年）を達成。しかし前橋で開催された1990年の大会では、当時共に高校生だった稲村成浩・齋藤登志信の日本ペアに準決勝で敗れ、4連覇を阻まれた。しかし世界選手権のタンデムスプリント種目としては最後の大会となった1994年にもコラと組んで優勝した。
1991年にプロ転向。世界選手権のケイリンでは三度の世界一に輝いた他、同大会スプリント種目でもメダルを獲得している。また、オリンピックには4回出場を果たしている。
国際競輪では通算90戦31勝。優勝9回の実績を挙げている。体全身を使ったパワフルなフォームを武器に、4角で後方に置かれていても直線でビューンと伸びてくるような力強いレース振りが印象的な選手であった。

## 引退後
2000年の世界選手権・ケイリンで3度目の優勝を果たし引退の花道を飾ったマニェは、フランス・トラック競技のジュニア担当ヘッドコーチを経て、2001年にUCIワールドサイクリングセンター（WCC）のトラック競技ヘッドコーチに就任。この時代にオランダのテオ・ボスをはじめ、女子ではイギリスのヴィクトリア・ペンドルトン、郭爽らの、後の世界チャンピオンを指導。日本人選手としては、永井清史、北津留翼への指導を行っている。また2004年からは全ての競技の強化を統括する強化訓練部門のマネージャーも兼務するようになった。
2007年開催のUCIトラックワールドカップクラシックス第4戦より、自転車競技日本代表チームの監督として指揮を執った。2009年に退任。